# Ughetto Bertucci
Ughetto Bertucci (eigentlich Ugo Bertucci; * 18. Oktober 1907 in Rom; † 25. Juni 1966 ebenda) war ein italienischer Schauspieler.

## Leben
Bertucci arbeitete als Obstverkäufer auf einem römischen Markt und besaß einen heruntergekommenen Lastwagen, als er von Mario Mattòli eine Rolle auf den Leib geschrieben bekam, die eines Fruchthändlers in dem 1945 entstandenen Film La vita ricomincia. Der kleinwüchsige, magere Bertucci verfolgte nun neben seiner Marktkarriere eine zweite als Nebendarsteller zahlreicher Filme, deren Figuren er mit seinem fröhlichen, leichtherzigen Gemüt neben Komikergrößen wie Totò, Erminio Macario oder Walter Chiari zum Leben erweckte. Er entkam zwar niemals seinem einmal festgelegten Klischee und war auch nie in größeren Rollen zu sehen, konnte sich aber bis Ende der 1950er Jahre im Filmgeschäft halten und zog sich dann bewusst langsam aus der Branche zurück. Seinen letzten Film drehte er 1961, wieder für Mario Mattoli.

## Filmografie (Auswahl)
- 1945: La vita ricomincia
- 1956: Ich laß mich nicht verführen (Poveri ma belli)
- 1961: Cinque marines per cento ragazze